# Saint-Martin-sur-Écaillon
Saint-Martin-sur-Écaillon és un municipi francès, situat a la regió dels Alts de França, al departament del Nord. L'any 2006 tenia 499 habitants. Limita al nord-est amb Bermerain, al sud-est amb Escarmain, al sud amb Vertain, al sud-oest amb Haussy i al nord-oest amb Vendegies-sur-Écaillon.

## Demografia
| 1962                                       | 1968 | 1975 | 1982 | 1990 | 1999 | 2006 |
| ------------------------------------------ | ---- | ---- | ---- | ---- | ---- | ---- |
| 442                                        | 451  | 455  | 467  | 454  | 424  | 499  |
| Des de 1962: població sense dobles comptes |      |      |      |      |      |      |

## Administració
| Període   | Identitat      | Partit |
| --------- | -------------- | ------ |
| 2001-2008 | Jean Delattre  |        |
| 2008-     | Michel Dhaneus |        |